# 地磁场

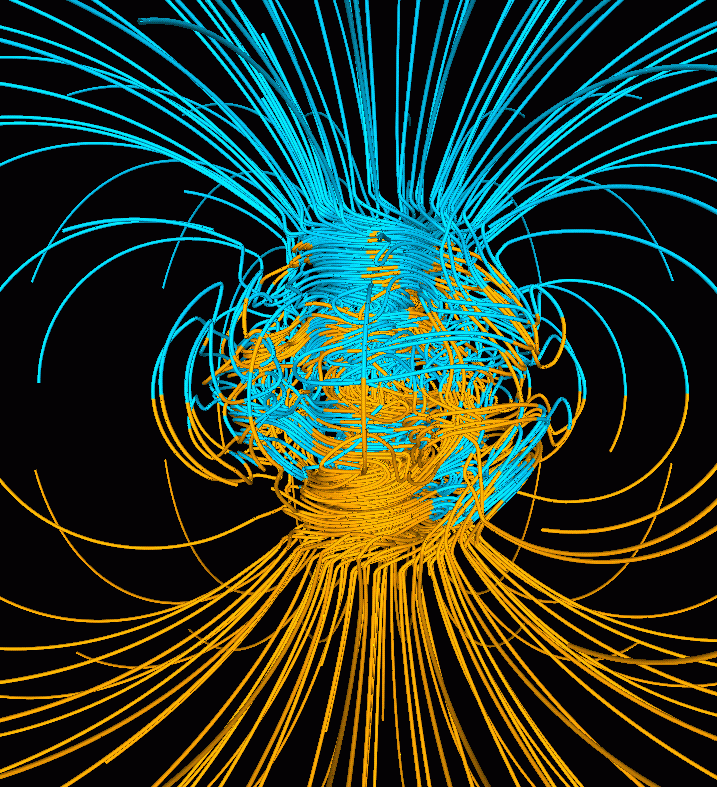
非逆轉期間地球磁場的電腦模擬。線條表示磁場線，從地核伸出時為黃色，回入地核時為藍色。地球自轉軸位於正中，垂直於圖中。濃密的線團位於地核之內。

地磁場，即地球磁場，是源自於地球內部，並延伸到太空的磁場。磁場在地表上的強度在25－65微特斯拉（即0.25至0.65高斯）之間。粗略地說，地磁場是一個與地球自轉軸呈11°夾角的磁偶極子，相當於在地球中心放置了一個傾斜了的磁棒。目前的地磁北極位於北半球的格陵蘭附近，實際上它是地磁場的南極，而地磁南極則是地磁場的北極。地核向外散發熱量時，引起外核中熔融鐵的對流運動，進而產生電流，地磁場即是此電流所致。這種形成天體磁場的原理，稱為發電機理論。
南北磁極通常位於地理極附近，但其位置在地質時間尺度上可以有較大的變化。這種變化極其緩慢，不足以干預指南針的日常使用。不過，平均每幾十萬年會發生一次地磁逆轉，即南北磁極突然（與地質時間尺度相比較）互相換位。每次逆轉都會在岩石中留下印跡，這對古地磁學研究十分重要。以此所得的數據有助科學家了解大陸和海床的板塊運動。
磁層指的是地磁場在電離層以上的影響範圍。它能夠向太空延伸幾萬公里，並且阻止太陽風和宇宙射線中的帶電粒子損毀地球大氣上層，因此使得阻擋紫外線的臭氧層不致消失。

## 重要性
地磁場能夠使大部分太陽風偏轉方向。沒有了地磁場，太陽風中的帶電粒子就會剝去阻擋紫外線的臭氧層，生物體也就會受到紫外線的侵害。其中一個大氣剝離原理是，氣體粒子被困在一個磁場泡之中，磁場泡再被太陽風「吹走」。從火星大氣二氧化碳因太陽風流失的速度推算，可推斷火星大氣層所剩無幾，是由它磁場的喪失直接導致的。
古地磁學是對地球過去磁場的研究。地磁場的極向會在火成岩中留下印記，所以當海底擴張時，每次地磁逆轉的印記會從中洋脊向外移動，在海床上形成多條與中洋脊平行的條狀結構。古地磁學家能夠利用非逆轉期間較為穩定的地磁極向，推測大陸漂移的歷史。科學家還可以利用地磁逆轉來判斷岩石和沉積物的年代，這種研究稱為磁性地層學。地磁場會使地殼礦物磁化，其所造成的磁異常可用於勘探金屬礦藏。
人類最早在公元11世紀便已能利用磁性指南針判斷方向，並在12世紀更進一步用指南針導航。雖然地磁偏角會隨時間漂移，但這種移動的速度十分緩慢，不足以干擾普通指南針的導航作用。諸多生物物種都具有磁場感知的能力，包括鴿子和某些細菌，並用之判定方向和導航。

## 主要特點

### 數學描述
在任何空間點上的地磁場可用一個三維矢量來描述。測量矢量方向的最基本方法，是用指南針判斷磁北極的方向。該方向與正北方之間的夾角稱為「偏角」（D），與地平面之間的夾角則稱為「傾角」（I）。磁場的強度（F）與磁鐵所受的磁力成正比。另一種描述方法是北（X）、東（Y）、下（Z）坐標。

#### 強度
磁場強度的常用單位包括高斯（G）和納特斯拉（nT），互換公式為1 G = 100,000 nT。一個納特斯拉亦稱伽馬（γ）。特斯拉是量度磁場強度的國際單位制單位。地磁場的強度在25,000至65,000 nT（0.25至0.65 G）之間（一個磁力较强的冰箱磁贴的磁场強度約為10,000,000（100高斯））。
磁場強度的等高線圖稱為「力線圖」。世界地磁模型顯示，地磁場強度的整體趨勢是從兩極至赤道逐漸減弱，強度最低處位於南美洲一帶的南大西洋異常區，最高處則位於加拿大北部、西伯利亞以及澳洲以南的南極海岸。

#### 傾角
地磁傾角的數值在−90°（上）和90°（下）之間。地磁場在北半球向下傾，在地磁北極指向正下方，並隨緯度下降而逐漸向上，至「地磁赤道」處完全與地表平行（0°）。往南，傾角繼續向上，直到地磁南極處指向正上方。
地磁傾角的等高線圖請見下文。

#### 偏角
地磁場相對正北方向東偏時，偏角數值為正，往西偏時則為負。其中一個測量方法是比較指南針的指向和天極的方向。
地磁偏角的等高線圖請見下文。

### 地域差異
地磁場三個坐標分量的地域分佈圖，世界地磁模型2015年數據。
- 強度
- 傾角
- 偏角

### 偶極子近似

磁北極（N_{m}）與正北（N_{g}）

地表附近的磁場可以較準確地近似為一個位於地心，與地球自轉軸呈11°夾角的磁偶極子。這個磁偶極子可以由一個強力磁鐵來實現，其南極指向地磁北極。之所以有這種似乎南北顛倒的說法，是因為磁鐵的北極會與另一塊磁鐵的南極相吸。因此如果把地核想象為一個大磁鐵，那麼指南針北極所指向的，其實是「地核磁鐵」的南極。

### 地磁極

地磁北極在加拿大北極圈內的移動路徑

人類是先根據地球兩極的方位定義磁鐵的南北兩極，而不是相反：磁鐵的北極是指南針在自由旋轉時轉向地磁北極的一端。由於兩塊磁鐵的南北兩極相吸，這意味著地磁北極其實是地磁場的南極（即地磁場線指向地心之處）。
地磁兩極的位置有局部和全球兩種定義。局部定義是磁場線垂直於地表之處，這可以通過測量地磁傾角來判斷：地磁北極的地磁傾角為90°（正下），地磁南極則為−90°（正上）。兩極各自會獨立移動，並不一定在地球的對蹠點上。移動速度時快時慢，地磁北極在2003年達到每年40公里的移動速度。自1830年代起，地磁北極一直向西北方移動，從1931年的加拿大布西亞半島開始，至2001年剛毅灣以外600公里處。「地磁赤道」是地磁傾角為零的一條線，即地磁場完全平行於地表之處。
全球定義利用數學模型：設想一條直線穿過地心，平行於地磁場的最佳擬合磁偶極子，這條線穿出地表的南北兩點便分別是地磁南北兩極。如果地磁場為一完美磁偶極子，那麼全球定義的地磁極點就會與局部定義的吻合。然而，地磁場有較大的非偶極成分，所以這兩種定義的地磁極點並不吻合。

## 磁層

磁層結構：（1）弓形震波、（2）磁鞘、（3）磁層頂、（4）磁層、（5）北磁尾腔、（6）南磁尾腔、（7）等離子層

地磁場在地表近似於磁偶極子，但在大氣層以上會在太陽風的影響下變形。太陽風是來自日冕、速度為每秒200至1000公里的帶電粒子。伴隨著太陽風的磁場稱為行星際磁場。
太陽風可以施加壓力，一旦抵達地球大氣會對它進行侵蝕。不過，地磁場也會施加壓力，它對太陽風所施加的壓力可保護大氣免受直接衝擊。磁層頂是太陽風壓力和地磁場壓力相互平衡之處，這是磁層的邊緣。磁層的形狀並不對稱，其面對太陽的部分向外延伸約10個地球半徑，背對太陽的部分則是一條延伸超過200個地球半徑的磁尾。磁層頂面對太陽的部分是一個弓形震波，此處的太陽風速度驟然降低。
位於磁層以內的是呈圓環形、含低能帶電粒子（即等離子）的等離子層。等離子層從60公里的高度開始，延續至3到4個地球半徑，其中包含電離層。這個區域會隨地球公轉。另有兩個含高能離子（能量在0.1至10 MeV之間）的同心車胎形區域，稱范艾倫輻射帶。內帶在1至2個地球半徑以外，外帶在4至7個地球半徑以外。等離子層和范艾倫輻射帶之間有些重疊，重疊的程度會隨太陽的活躍度而大幅波動。
除了太陽風以外，地磁場還會阻擋宇宙射線。宇宙射線含高能帶電粒子，主要來自太陽系以外，其中不少成分已被太陽的磁場阻擋在太陽圈（太陽的磁場影響範圍）以外。
一部分帶電粒子能夠進入磁層。它們繞著磁場線做螺旋運動，在兩極之間每秒來回反彈幾次。陽離子往西緩慢漂流，陰離子往東漂流，形成環狀電流。這一電流會減弱地表的磁場。在穿透電離層時，帶電粒子會與那裡的原子發生碰撞，從而產生極光並發出X光。
磁層的變化狀態主要是被太陽活動所驅動，這就是所謂的太空天氣。太陽風弱，則磁層就會擴張；反之，太陽風強，則磁層會受到擠壓，更多的帶電粒子因此能夠通過磁層。在太陽特別活躍期間，比如當日冕大量拋射使衝擊波橫掃太陽系時，在地球上就會發生磁暴。這樣的衝擊波只須兩天就會抵達地球。磁暴可以造成大規模破壞，如2003年的「萬聖節太陽風暴」就損壞了美國太空總署超過三分之一的人造衛星。有記錄以來最大規模的磁暴發生在1859年，所產生的電流使電報線短路，緯度低至古巴都能看到極光。

## 變化
對澳洲古太古代熔岩和南非礫岩的研究顯示，地磁場在34.5億年前就已存在。

### 短期

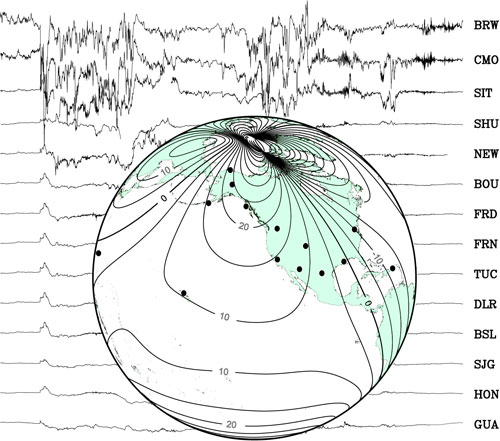
背景：各地地磁觀測站所錄得的2003年磁暴數據。
球體：地磁觀測站地點，線條為磁場強度等高線，兩條線之間的差異為1 μT。

地磁場變化的時間尺度短至毫秒，長至百萬年。較短的變化主要來自電離層和磁層中電流的日常波動和磁暴。時長在一年以上的變化反映地球內部的變化，特別是富含鐵的內核。
地球磁層時常會受到太陽耀斑的侵襲，引發磁暴，並產生極光。地磁場的短期不穩定性可以通過K-指標來測量。
從THEMIS任務所獲得的數據顯示，當太陽和地球的磁場相互對齊時，地磁場的強度會減弱。該結果與此前的假說相反。

### 長期

地磁偏角估值等高線圖從1590年至1990年的變化

地磁場沿自轉軸的偶極分量從1600年至2020年間的變化

「長期變化」指的是時長在一年以上的地磁場變化。地磁偏角在過去幾百年來偏移了幾十度，右圖動畫顯示出變化的趨勢。
地磁場偶極子的方向和強度都會隨時間變化。過去200年間，磁偶極強度以每百年6.3%的速率減弱。目前的強度和變化速率在過去7000年間並無偏離常規。
在長期變化中，一種不可用磁偶極子描述的顯著特色是，地磁場以每年0.2度的速率向西漂移。全球各地在不同歷史時期的漂移程度都有所不同。全球平均的漂移方向自公元1400年起向西，1000年至1400年間則向東。
在有地磁觀測站記錄之前的地磁場變化可以通過考古和地質勘探推算出來。這種變化稱為「古長期變化」。記錄顯示，地磁場在長時間內變化較小，但偶爾會發生大幅度的地磁偏移和逆轉。

### 地磁逆轉
地磁場可以大致近似為與地球自轉軸對齊的磁偶極子，有時候，地磁南北極會互換位置。在一些玄武岩、海床沉積物和海床磁異常中，可以找到「地磁逆轉」現象的證據。逆轉並無週期性，兩次逆轉之間的時長從10萬年至5000萬年不等。離當今最近的一次地磁逆轉發生在78萬年前，稱為布容尼斯－松山逆轉。地磁偏移是一種類似的現象，但逆轉無法完全發生，最終極向不變，如41,000年前冰河時期期間發生的拉尚事件。
過去的地磁場主要記錄在具有永久磁矩的強磁性礦物之中，特別是磁鐵礦等氧化鐵礦物。這種剩磁的原理不止一種。當熔岩逐漸冷卻時，其中的磁性礦物會將當時的磁場方向凝固下來，這稱為「熱剩磁」。當沉積物在海床或湖底積累的時候，磁性粒子的方向會稍稍傾向和地磁場對齊的方向，這稱為「岩屑剩磁」。
熱剩磁是中洋脊兩旁地磁異常的主要形成原理。海床在擴張時，從地幔湧出的岩漿冷卻，在中洋脊兩旁形成新的玄武岩地殼。海床的擴張使新的地殼不斷向外緩慢移動。玄武岩會記錄下冷卻凝固時的地磁場方向，因此在千古以來的多番地磁逆轉後，已在海床上留下了一系列與中洋脊平行、在脊的兩旁對稱的條狀結構。用船在海底拖動磁力儀，所得數據可用來推斷海床的年齡，以及過去海床的擴張速率。
對熔岩進行放射性定年，可建立地磁極向時間線（如圖所示），這是磁性地層學的基礎。磁性地層學是一種在地質數據之間建立相關性的方法，可以用來判斷沉積物、火成岩地層以及海床磁異常的年齡。
對美國俄勒岡州斯廷斯山熔岩流的研究顯示，地磁場在地球歷史上曾經有過每天6度的偏移速度，這與人們對地磁場的普遍認識大相徑庭。然而，參與這項研究的其中一位科學家後來表示，該現象應歸咎於這條熔岩流本身特殊的磁特性，而與地磁場的快速偏移無關。
地磁場磁偶極子軸有時會傾斜到越過赤道，然後返回到原來的極向。這一現象稱為「地磁偏移」。

### 未來

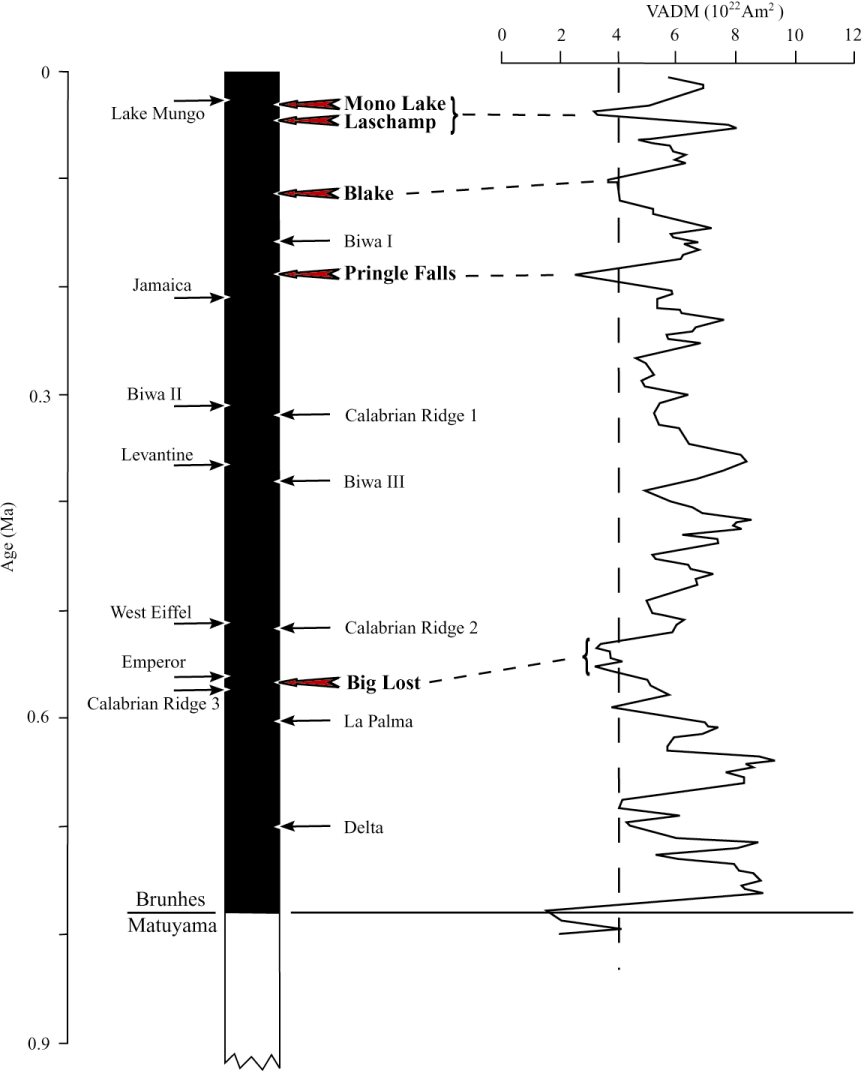
虛擬自轉軸偶極矩（VADM，即一個與地球自轉軸對齊的假想磁偶極子，在採樣點產生所測量到的磁場強度時的偶極矩）自上一次逆轉至今的變化

目前的地磁場正在整體減弱。在過去150年間，地磁場強度下降了10%至15%，且在過去幾年有加快的趨勢。地磁場在2千年前達到比目前強度高35%的最高值，並自此幾乎持續減弱至今。和岩石中的古地磁場記錄相比，今天的地磁場強度和減弱的速率都在正常波動範圍以內。
地磁北極正從加拿大北部往西伯利亞方向漂移，速度正在加快：20世紀初速度為每年10公里，2003年已升至每年40公里，目前仍在上升。
地磁場的變化屬於一種異方差波動，意味著在當下做測量，甚至在數十年或數百年的區間內做重複測量，都不足以推斷出磁場強度的整體趨勢。地磁場在過去有過多次原因不明的上下波動。再者，由於地磁場不是一個完美的磁偶極子，在一個單獨地點做的測量（磁場的強度或波動）亦無法用來推斷地磁場的整體狀況。就算磁場的總強度保持不變或上升，其偶極分量也有可能降低。

## 來源
當地核的熱量在向外逃逸時，會促使地核內部的導電物質做對流運動，因此產生電流，進而形成地磁場。

### 地核發電機原理

導電流體在科里奧利效應下的流動形成多個卷狀物，所產生的磁場如圖所示

包括地球在內的大部分太陽系行星以及包括太陽在內的所有恆星，都會因導電流體的運動而產生磁場。地球的磁場源於半徑為3400公里（地球半徑為6370公里）、由鐵合金組成的地核。地核分為半徑為1220公里的固態內核和液態外核。內核（溫度約為6,000 K（5,730 °C；10,340 °F））的熱量向核幔邊界（溫度約為3,800 K（3,530 °C；6,380 °F））傳導時，會推動液態外核的流動。內核的高溫來自於行星分異期間較重物質下沉時釋放的引力勢能，以及核內放射性元素衰變時釋放的熱能。外核流動的形狀與地球的自轉及固態的內核有關。
地球產生磁場的原理稱為發電機理論。電流及其所產生的磁場之間存在一種反饋作用：電流迴路產生磁場（安培定律），磁場的變化產生電場（法拉第定律），磁場和電場又反過來對電流中的電荷施力（洛倫茲力）。綜合起來，可用一條稱為「磁感應方程」的偏微分方程來描述如此形成的磁場：
{\displaystyle {\frac {\partial \mathbf {B} }{\partial t}}=\eta \nabla ^{2}\mathbf {B} +\nabla \times (\mathbf {u} \times \mathbf {B} ),}
其中u為流體的速度，B為磁場，η=1/σμ為磁擴散率（與電導率σ和磁導率μ之積成反比）。∂B/∂t是磁場的時間導數，∇2是拉普拉斯算子，∇×是旋度算子。
磁感應方程右邊的第一項描述的是擴散。在靜止不動的流體當中，磁場會減弱，聚集的磁場也會擴散開來。一旦地球發電機在某天停止運動，地磁場的偶極分量就會在幾萬年內慢慢消失。
在一個完美電導體（σ=∞）裡不可能發生擴散。根據楞次定律，磁場的任何變動會產生抵抗這一改變的電流，因此進出一個給定體積流體的磁通量不會改變。流體在移動時，磁場會與其一同移動。這一現象稱為「磁凍結定理」。就算流體不是完美電導體，其流動時也會拉長磁場線，並產生新的磁場。若不是因為磁場在加強時會抵抗流體的運動，這一過程會無止境地產生新磁場。
浮力所致的對流使得外核流體可以持續運動。在地球內部，越往深處，溫度越高。越高溫的流體浮力越大。另外，所謂的「成分對流」現象有加強浮力的作用：當地核冷卻時，其中一些熔融鐵會凝固並沉積在內核表面，流體中留下較輕的元素，因此密度降低。地球自轉所產生的科里奧利效應會使流體的運動形成南北軸向的卷狀物。
發電機可以加強磁場，但整個過程最開始的時候需有初始磁場。地球的初始磁場可能來自地球以外：太陽在其形成初期曾經經歷過一個金牛T星階段，此時的太陽風所致磁場可能比今天強幾個數量級。但是，一大部分來自太陽的磁場可能會被地幔阻擋。初始磁場也有可能來自核幔邊界上的化學反應，或來自導熱性和導電性的變化。
根據計算，地球外核的平均磁場強度為25高斯，是地表強度的50倍。

#### 數值模型
要模擬地球發電機，就要對地球內部的磁流體力學非線性偏微分方程做數值求解。方程可以在一個三維網格的點上求解，網格越細，結果就越接近現實，但細度主要受到電腦計算能力所限制。數十年來，理論學家只能建立所謂的「動力發動機」模型：預先指定流體的運動方式，然後計算它對磁場的影響。此類模型的主要用途是測試不同流體幾何是否能夠維持發電機運作。
1995年，位於日本和美國的兩個研究團隊分別建立了「自洽」發電機模型，也就是能夠同時計算流體運動和磁場的模型。美國團隊的模型成功推算出地磁場的一些特性，包括地磁逆轉，因此受到廣泛重視。

### 電離層和磁層中的電流
電離層中的電流也會生成磁場（電離層發電機區）。這樣的磁場只出現在大氣層面向太陽的一方，所以在一天的時間以內可以使地表地磁場最多偏移1度。磁場強度在一天內的波動一般在25納特（nT）左右，即2千分之一；在幾秒鐘內的波動一般在1納特左右，即5萬分之一。

## 測量與分析

### 勘察
1832年，卡爾·弗里德里希·高斯測量地球磁場。在之後150年的重複測量中，地磁場錄得10%的整體減弱。包括Magsat在內的一系列衛星利用三軸矢量磁力儀測量地磁場的三維結構。奧斯特衛星的數據顯示，存在一個動力地球發電機，使得在南非以西大西洋底下出現一個額外的磁極。
各國政府往往會通過地質調查所在各地的觀測站對地磁場進行系統性的勘察，如英國地質調查所的埃斯克代爾繆爾觀測站。這些觀測站可以測量和預測磁暴等地磁場狀況。
國際實時磁場觀測站網絡由遍佈全球的一百多座地磁場觀測站所組成，自1991年起一直保持對地磁場的監察。
在軍事方面，預先測量地磁場背景有助於探測大型金屬物體，如水下潛艇，所產生的不尋常磁場擾動。通常這些磁異常探測器由飛機或船隻承載前往不同地點，例如英國的「獵迷」反潛巡邏機。
在商業上，地質勘探公司會利用磁力儀尋找由礦藏產生的自然異常，例如庫爾斯克磁異常。

### 地殼磁異常

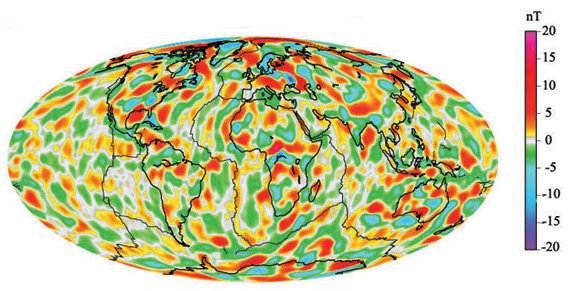
岩石圈磁異常所產生的短波長特徵模型

在考古方面，磁力儀可以用來探測鐵制考古遺物、窯、某些石建築結構、溝渠和貝塚等在地磁場中引致的細微偏差。科學家對第二次世界大戰期間用於探測潛艇的磁異常探測器進行改良，已測繪出整個地球海床的磁場差異。玄武岩是組成海床、富含鐵的火山岩，它含有強磁性的磁鐵礦，能夠在小範圍內使指南針偏向。冰島水手早在18世紀末就已發現這一現象。科學家可以利用玄武岩的磁性來研究深海海床：當熔岩冷卻形成玄武岩時，會記錄下當時的地磁場。

### 統計模型
每一次測量地磁場，都只局限於某個時間和地點。如果要從此數據對其他時間和地點的地磁場進行估算，就必須利用模型做預測。

#### 球諧函數

球諧函數在球面上的示意圖。Y_{m}^{ℓ}在穿過兩極的m個大圓上以及在ℓ-m條緯線上為零。每次越過這些線，函數都會正負變換

四極場示意圖。用兩個靠近的偶極，亦能形成四極子

用球諧函數來擬合地磁場的測量數據，是分析全球地磁場變化的最常用方法，最早由卡爾·弗里德里希·高斯發明。球諧函數是一組在球面上波動的函數，每一個都是分別以經度和緯度為變量的兩個函數之積（Ymℓ(θ, φ) = Θmℓ(θ) Φm(φ)）。以經度為變量的函數Φm在零個或以上穿過南北極的大圓上為零，這樣的大圓共有|m|個；以緯度為變量的函數Θmℓ在零個或以上圓形緯線上為零，這樣的緯線的數量加上之前的大圓的數量等於球諧函數的「階」ℓ。每一個球諧函數所描述的磁場都對應於地球中心的一組磁荷分佈：ℓ=0對應於在自然中從未被探測到的磁單極子，ℓ=1對應於由兩個相反磁單極子組成的磁偶極子，ℓ=2對應於由兩個磁偶極子組成的磁四極子。
球諧函數可以用來描述球面上任何符合某些條件的純量場（即位置函數）。雖然磁場本身是向量場，但在笛卡爾坐標X, Y, Z下，它的每個分量都是一個稱為磁純量勢的純量場的導數，而磁純量勢可以用球諧函數來描述。利用最小平方法對全球各地地磁場的測量數值進行擬合，可將整個磁純量勢寫成一系列球諧函數之和，其中每個球諧函數都乘以擬合所得出的「高斯係數」，記作gmℓ和hmℓ。
最低階高斯係數g00描述的是一個磁單極子對地磁場的貢獻，由於自然界中尚未發現磁單極子的存在，因此這一項必須為零。接下來，第一階共有三項：g10、g11和h11，分別描述三個正交方向的磁偶極子對磁場的貢獻。用此方法得出的磁偶極子方向與地球的自轉軸（地理南北方向）夾角約為10°，詳見上文。

##### 半徑關係
如果在不同海拔對地磁場進行測量（如地表和衛星），再利用球諧函數分析，就可以分辨出磁場是源自地球內部還是外部。每一個高斯係數gmℓ或hmℓ都會分成兩項：一項隨半徑依1/rℓ+1降低，另一項隨半徑依rℓ上升。後者的存在是因為有外在磁場源，如電離層和磁層中的電流。不過，外在磁場源的貢獻在多年數據的平均下會最終趨向零。
如果把對應於外在磁場源的項忽略不計，餘下的多極展開項說明，一個磁偶極子（ℓ=1）所產生的磁純量勢隨半徑依1/r2降低。磁場是勢的導數，所以它依1/r3降低。磁四極子所產生的磁場則依1/r4降低。更高階項隨半徑的降低速度會越來越快。地球外核的半徑約為地球半徑的一半，如果以核幔邊界作為球面用球諧函數來擬合地磁場，那麼在地表上，偶極磁場就只有核幔邊界處的八分之一，四極磁場則只有十六分之一，如此類推。因此，只有低階項（亦即波長較短的磁場）才能在地表上探測得到。再加上其他的種種原因，科學家通常假設只有第14階及以下的磁場來自於地核，相應的波長在2千公里以下。比這更小的磁場變化是由地殼的磁異常所致。

#### 全球模型
國際地磁參考場是國際地磁學與高空科學協會彙編的標準全球地磁場模型，每五年修訂一次。第12代模型IGRF12的數據來源包括奧斯特、CHAMP和SAC-C等衛星以及遍佈全球的地磁觀測站。2000年之前的模型中，球諧函數展開截至第10階，共含120個係數；新模型截至第13階，共含195個係數。
世界地磁模型由美國國家環境資訊中心（前身為國家地球物理數據中心）和英國地質調查所共同彙編。該模型的球諧函數展開截至第12階，共含168個係數，空間解析度約為3千公里。採用此模型的包括美國國防部、英國國防部、美國聯邦航空總署、北約組織及許多民用導航系統。
除此之外，由高達德太空飛行中心和丹麥空間研究所彙編的地磁模型採取一種「全面性建模」方法，目的是把時間和空間解析度差別巨大的多組地表和衛星數據融合起來。
精度更高的還有美國國家環境資訊中心所彙編的增強地磁模型（英語：Enhanced Magnetic Model），其球諧函數展開截至第790階，對磁異常的解析度達到56公里的波長。數據取自衛星、海上、航空、地表等地磁觀測站。截至2018年的最新版本EMM2017包含由歐洲太空總署Swarm任務所錄得的數據。

## 生物對磁場的感知
不少動物可以感知地磁場，例如某些鳥類會在遷徙過程中用地磁場來導航。研究也發現，牛和野鹿往往會把身體與南北方向對齊，但在高壓電線底下卻不會，意味著這種行為和磁場相關。然而，2011年的一項研究通過分析Google地球圖像，並沒有觀察到這種現象。
科學家發現，歐亞鴝及其他鳴禽的地磁導航能力正受到微弱電磁場的干擾。這種干擾並非來自電纜或手提電話訊號，而是一種頻率介乎2 kHz至5 MHz的訊號。這包括調幅廣播訊號以及普通商用和家用的電子設備。

## 延伸閱讀
- Campbell, Wallace H.  2nd. New York: Cambridge University Press. 2003. ISBN 978-0-521-52953-2.
- Comins, Neil F.  Fourth. W. H. Freeman. 2008. ISBN 978-1-4292-1797-2.
- Herndon, J. M. . PNAS. 1996-01-23, 93 (2): 646–648. Bibcode:1996PNAS...93..646H. PMC 40105 . PMID 11607625. doi:10.1073/pnas.93.2.646.
- Hollenbach, D. F.; Herndon, J. M. . PNAS. 2001-09-25, 98 (20): 11085–90. Bibcode:2001PNAS...9811085H. PMC 58687 . PMID 11562483. doi:10.1073/pnas.201393998.
- Love, Jeffrey J.  (PDF). Physics Today. 2008, 61 (2): 31–37  [2018-06-29]. Bibcode:2008PhT....61b..31H. doi:10.1063/1.2883907. （原始内容 (PDF)存档于2011-10-15）.
- Luhmann, J. G.; Johnson, R. E.; Zhang, M. H. G. . Geophysical Research Letters. 1992, 19 (21): 2151–2154. Bibcode:1992GeoRL..19.2151L. doi:10.1029/92GL02485.
- Merrill, Ronald T. . University of Chicago Press. 2010. ISBN 0-226-52050-1.
- Merrill, Ronald T.; McElhinny, Michael W.; McFadden, Phillip L. . Academic Press. 1996. ISBN 978-0-12-491246-5.
- . NEWTON Ask a Scientist. 1999  [2018-06-29]. （原始内容存档于2010-09-08）.
- Tauxe, Lisa. . Kluwer. 1998. ISBN 0-7923-5258-0.
- Towle, J. N. . Geological Society of America Bulletin. 1984, 9 (2): 221–225. Bibcode:1984GSAB...95..221T. doi:10.1130/0016-7606(1984)95<221:TAGVFA>2.0.CO;2.
- Wait, James R. . Geophysics. 1954, 19 (2): 281–289. Bibcode:1954Geop...19..281W. doi:10.1190/1.1437994.
- Walt, Martin. . Cambridge University Press. 1994. ISBN 978-0-521-61611-9.

## 外部連結
- National Geomagnetism Program（页面存档备份，存于）（美國地質調查局國家地磁計劃）（英文）
- BGS Geomagnetism（页面存档备份，存于）（英國地質調查局有關監測地磁場和建模的資訊）（英文）
- When North Goes South（地磁逆轉的電腦模擬）（英文）
- International Geomagnetic Reference Field 12（页面存档备份，存于）（第12版國際地磁參考場）（英文）
- 全球地磁場變化及異常，數據點間隔為10經度，每次取值相隔10年。數據來自蘇黎世聯邦理工學院地球物理研究所。